# Vireo vicinior
El vireo gris (en México) (Vireo vicinior) es una especie de ave paseriforme de la familia Vireonidae perteneciente al numeroso género Vireo. Es nativo de América del Norte. 

## Distribución y hábitat
Esta especie anida en el suroeste de los Estados Unidos, ocasionalmente desde Wyoming, centro y este de Utah, sur de Nevada y sur de California hacia el este, de forma discontinua, hasta el oeste de Colorado, norte y este de Arizona, oeste, norte y sureste de Nuevo México y oeste de Texas (parque nacional Big Bend y áreas adyacentes), y noroeste y norte de México (norte de Baja California y norte de Coahuila). Migra hacia áreas no reproductivas desde el suroeste de Arizona hacia el sur hasta el noroeste de México (oeste de Sonora, sur de Baja California) y en el suroeste de Texas.
Su hábitat preferencial son los matorrales semiáridos tropicales y subtropicales.